# Max Klinger
 Max Klinger  (Lipcse, 1857. február 18. – Großjena, 1920. július 5.) német festő, grafikus, szobrász és éremművész.
Első sikereit sorozatszerű rézkarcokkal érte el. 1879 és 1903 között sorozatokat készített. Festői képei nem álltak távol a szimbolisták és a dekadensek művészeti áramlatának képzeletvilágától. Szobrászati újításai – pl. egy 1902-es Jupiter-szerű Beethoven-szobor többszínű márványból, amelyet a lipcsei Museum der Bildenden Künstének adományozott – többek között George Frampton műveit idézik.
1874-ben Karlsruhében, majd 1875-ben Berlinben tanult egy ideig Arnold Böcklinnél. Sokat utazott (Brüsszel, Bécs, Párizs, Róma, Lipcse). Naumburg közelében, Großjenában telepedett le.

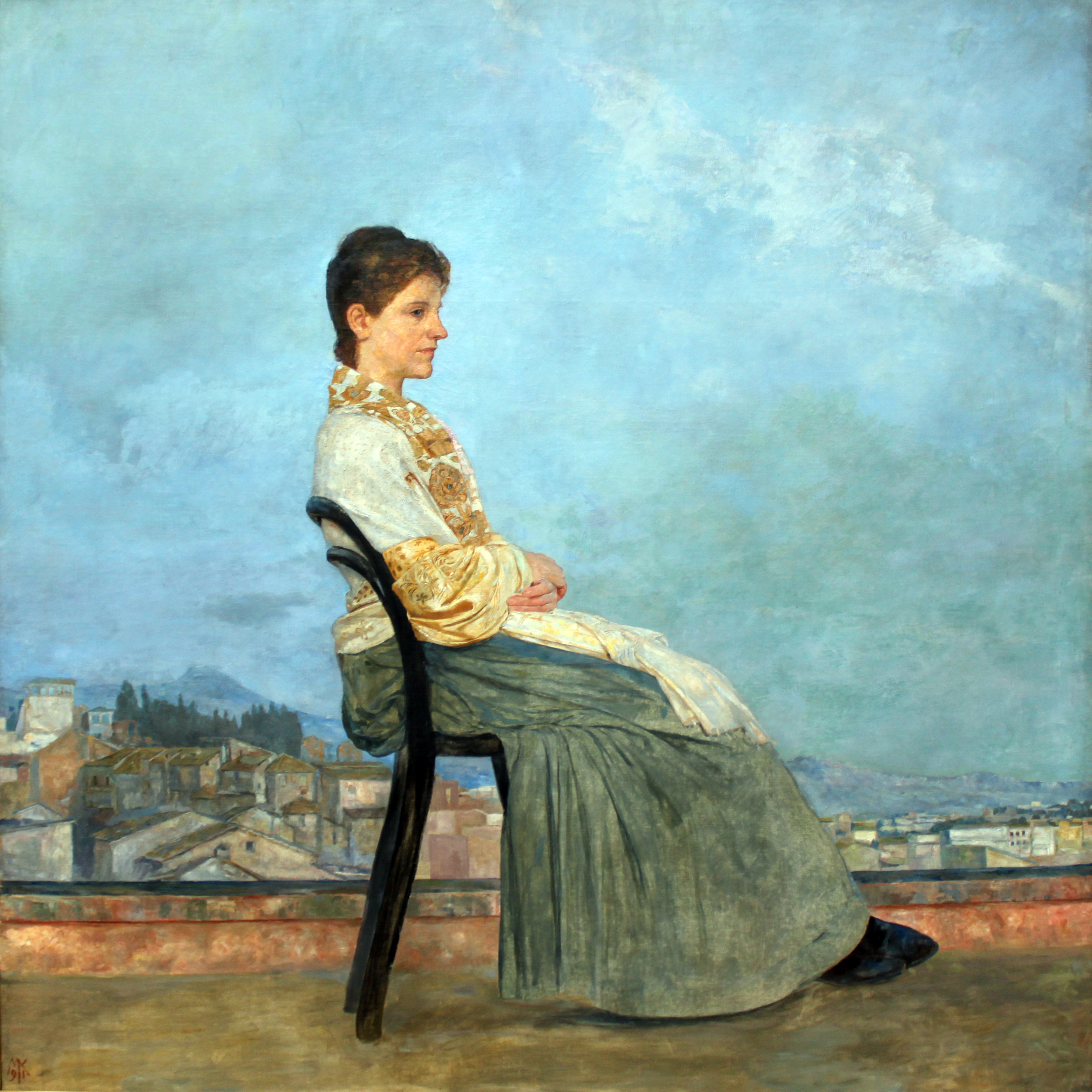
Római nő egy lapos tetőn
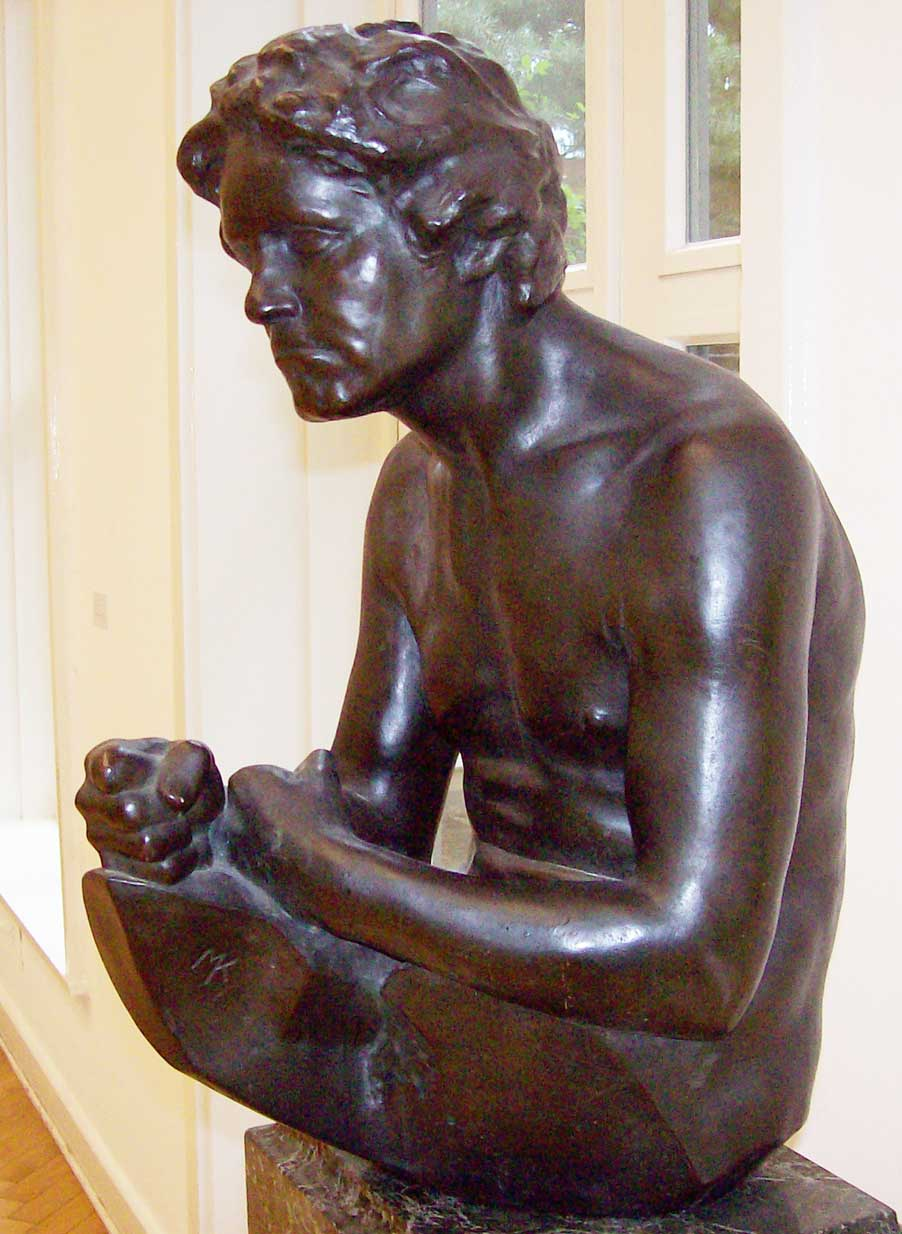
Beethoven
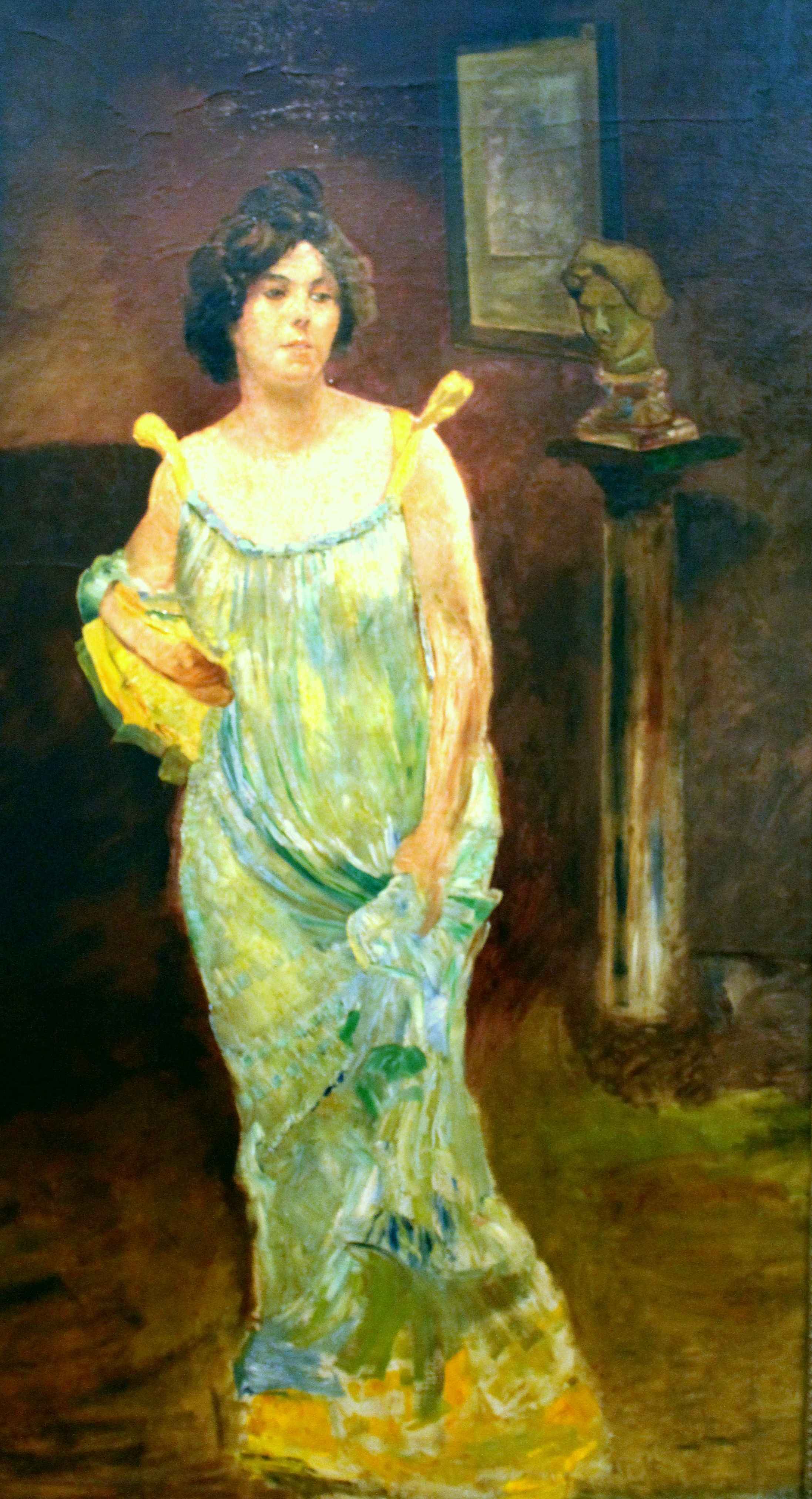
Múzsájának, Elsa Asenijeffnek a portréja Lipcsében
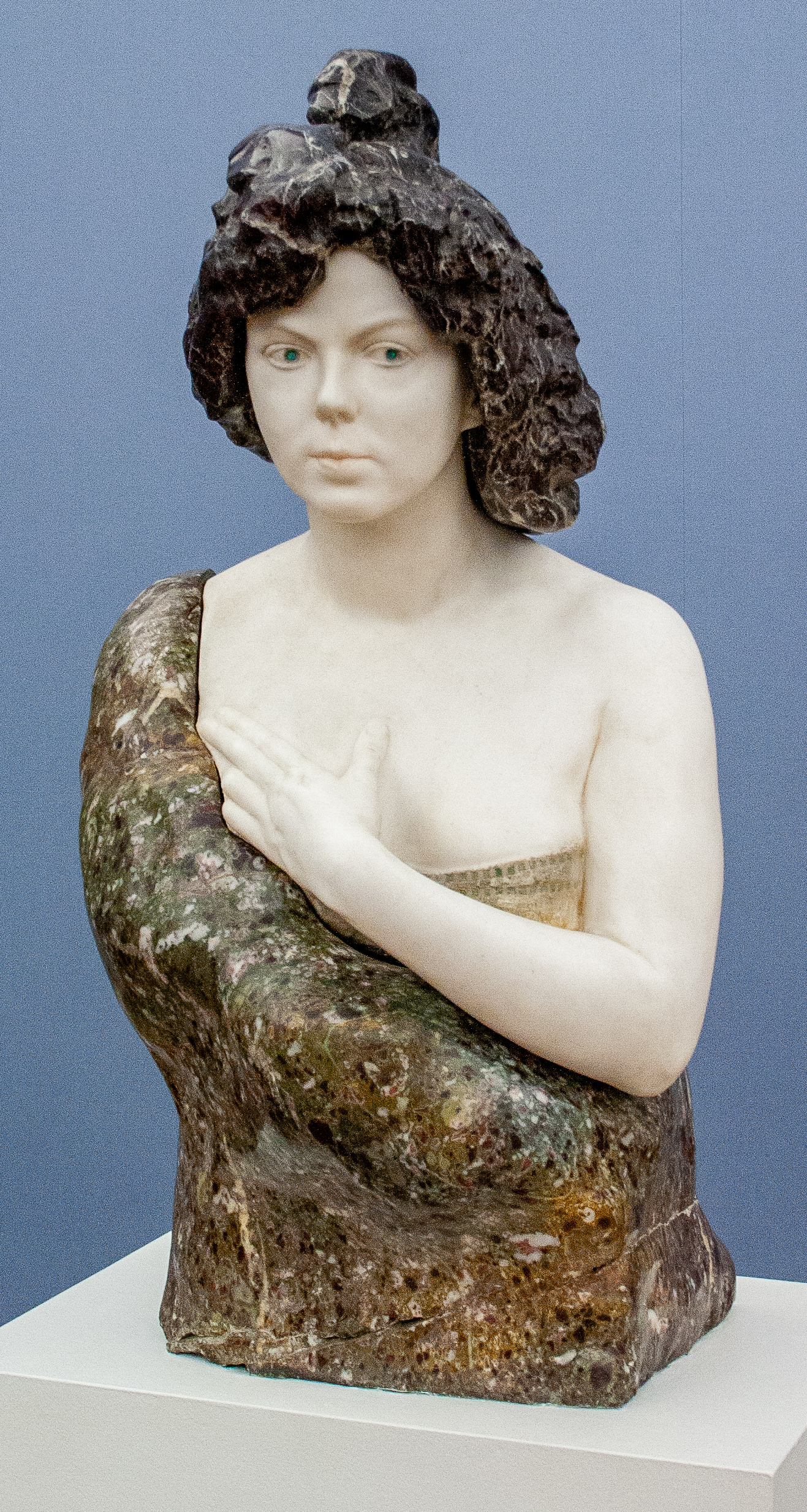
Elsa Asenijeff szobra a müncheni Neue Pinakothekban